# Daniel Blumczyński
Daniel Blumczyński (ur. 17 września 1975) – polski koszykarz, występujący na pozycji obrońcy, reprezentant Polski.
Wieloletni reprezentant Polski, zdobywca czterech medali mistrzostw Polski oraz kilku pucharów. Opuścił szeregi ekstraklasy z własnego wyboru, by zająć się w pracą zawodową.
Przez kilka sezonów wspomagał drugoligowy klub Wybrzeże Korsarz Gdańsk. Aktualnie gra w Old Sharks Gdynia, w amatorskich rozgrywkach pomorskiej Ligi Środowiskowej, w dywizji Maxibasketball.

## Osiągnięcia i wyróżnienia
Drużynowe
- Wicemistrz:
  - FIBA EuroCup Challenge (2003)
  - wicemistrz Polski (2002, 2003)
- 2-krotny brązowy medalista mistrzostw Polski (1994, 2001)
- Zdobywca:
  - Pucharu Polski (2000, 2001)
  - Superpucharu Polski (2001)
- Finalista Superpucharu Polski (2000)
- Awans z Korsarzem Gdańsk do II ligi (2009)
- Uczestnik Pucharu Koracia (1993/94, 2000–2002)

Indywidualne
- 2-krotny uczestnik spotkania – Reprezentacja Polski – Gwiazdy PLK (1999, 2004)[1][2]

Reprezentacja
- Uczestnik kwalifikacji do:
  - mistrzostw Europy U–22 (1996)
  - mistrzostw Europy (2001)